# Gazeta Siedlecka
Gazeta Siedlecka – bezpłatny tygodnik regionalny o charakterze informacyjno-poradnikowym. Czytelnikami Gazety Siedleckiej są mieszkańcy Siedlec oraz powiatu siedleckiego. Oprócz wydania papierowego, Gazeta Siedlecka posiada stronę internetową: www.gazetasiedlecka.pl oraz dostępna jest w wersji elektronicznej. Dystrybucja Gazety Siedleckiej odbywa się w kilkuset punktach: centra handlowe, urzędy, instytucje, zakłady pracy i in. Wydawcą Gazety Siedleckiej jest: OGŁOSZENIOWA Robert Borkowski.